# Ashtrays and Heartbreaks
«Ashtrays and Heartbreaks» (с англ. — «Пепельницы и разбитые сердца») — сингл американского рэпера Snoop Lion при участии Miley Cyrus, который вышел 4 апреля 2013 года.

## О сингле
Премьера песни состоялась 3 апреля 2013 года, собрав 1 миллион потоков в его первый день. Официально был выпущен 4 апреля 2013 года через лейбл Berhane Sound System как рекламный сингл через iTunes. Позже было объявлено, что песня будет выпущена как первый официальный сингл альбома, и у этой песни будет музыкальное видео. Аудио и видео были загружены на официальный канал Snoop в YouTube, канал VEVO.

## Выпуск
4 апреля 2013 года «Ashtrays and Heartbreaks» при участии Miley Cyrus, спродюсированная Major Lazer, Ariel Rechtshaid и Dre Skull, был сделан доступным для покупки через цифровую загрузку как ведущий сингл с альбома. Официально попало на американское Rhythmic contemporary радио 29 апреля, 2013 года и затем на американское радио «Top 40/Mainstream radio» 28 мая.

## Видеоклип
Видео было снято в апреле 2013 года режиссёром P.R. Brown и представлено на канале Snoop Lion VEVO 30 мая 2013 года.

## Список композиций
| №  | Название                                             | Автор(ы)                                                                     | Длительность |
| -- | ---------------------------------------------------- | ---------------------------------------------------------------------------- | ------------ |
| 1. | «Ashtrays and Heartbreaks» (при участии Miley Cyrus) | Calvin Broadus, Thomas Pentz, Ariel Rechtshaid, Andrew Hershey, Angela Hunte | 4:06         |

## Чарты
| Чарт (2013)                                | Позиция |
| ------------------------------------------ | ------- |
| Бельгия/Фландрия (Ultratip Bubbling Under) | 51      |
| Бельгия/Валлония (Ultratip Bubbling Under) | 20      |

## История релиза
| Страна         | Дата                | Формат                      | Лейбл       |
| -------------- | ------------------- | --------------------------- | ----------- |
| Канада         | 4 апреля 2013 года  | Цифровая дистрибуция        | RCA Records |
| Великобритания | 4 апреля 2013 года  | Цифровая дистрибуция        | RCA Records |
| США            | 4 апреля 2013 года  | Цифровая дистрибуция        | RCA Records |
| США            | 29 апреля 2013 года | Rhythmic contemporary radio | RCA Records |
| США            | 28 мая 2013 года    | Mainstream radio            | RCA Records |
| Италия         | 10 мая 2013 года    | Contemporary hit radio      | Sony        |